# Cremastus collectus
Cremastus collectus là một loài tò vò trong họ Ichneumonidae.